# جوهی بابار
جوهی بابار (انگلیسی: Juhi Babbar) بازیگر هندی سینما و تلویزیون است. او هم چنین به عنوان کارگردان و بازیگر در تئاتر فعالیت داشته‌است. جوهی دختر بازیگر معروف بالیوود، راج بابار و همسر آنوپ سونی بازیگر هندی و مجری برنامه تلویزیون است.

## فیلم‌شناسی
| سال  | نام فیلم   | نقش                   | نکات  |
| ---- | ---------- | --------------------- | ----- |
| ۲۰۱۸ | تغییر چهره | همسر سرهنگ آبهای سینگ |       |
| ۲۰۲۳ | فراز       | مادر فراز             | [ ۲ ] |
| ۲۰۲۳ | فَری        | زویا                  |       |